# Busbahnhof Mwanza
Der Busbahnhof Mwanza ist ein Busbahnhof des internationalen Fernbusverkehrs in Mwanza, der nach Daressalam zweiteinwohnerstärksten Stadt Tansanias.

## Lage
Der Fernbusbahnhof befindet sich an der Fernstraße Mwanza Sirari Road, im Zentrum von Mwanza, die Stadt, die ebenfalls Verwaltungssitz der gleichnamigen Region Tansanias ist. Die Entfernung zum Viktoriasee beträgt ca. vier Kilometer.

## Verkehrsanbindung
Fahrten des nationalen und internationalen Fernbusverkehrs finden statt unter anderem nach Arusha, zum Kilimandscharo, nach Dodoma, Kampala, Moshi und Daressalam. Hier haltende Fernbusunternehmen sind u. a. Al Saedy, Shabiby, Friends und Classic.
Neben dem Anschluss an den Fernbusverkehr dient das Terminal als Umsteigeknoten zum Stadt- sowie zum Regionalbusverkehr. Dieser wird in Mwanza überwiegend durch Daladala bewältigt.

## Terminal
Nach Modernisierung verfügt das Terminal im Jahr 2024 über westliche Standards. Es ist klimatisiert, verfügt über Wartebereiche, Fahrkartenschalter, Fahrscheinautomaten, elektronische Abfahrtsmonitore, Geschäfte sowie Schnellrestaurants und Cafés.

## Übergang zu anderen Verkehrsmitteln
Der Bahnhof sowie der Flughafen Mwanza sind per Daladala erreichbar, ebenso der Hafen von Mwanza, jedoch hat der Fährverkehr, auch aufgrund der Konkurrenz der Airlines, keine große Bedeutung, auch nicht auf der stark frequentierten Route nach Kampala.